# Chrestosema laevicolle
Chrestosema laevicolle är en stekelart som beskrevs av Hellén 1960. Chrestosema laevicolle ingår i släktet Chrestosema, och familjen glattsteklar. Arten är reproducerande i Sverige.